# Шахматный листок (журнал)
Шахматный листок — название нескольких русских периодических изданий.

## Ежемесячник В. М. Михайлова, 1859—1863 годы
Это первый русский шахматный журнал. Издавался ежемесячно в Петербурге в 1859—1863; в 1859—1862 — приложение к журналу «Русское слово», в 1862—1863 — самостоятельное издание. Содержал систематический указатель дебютов (1859—1862).
Редактор — В. Михайлов, издатель — Г. Кушелев-Безбородко.
Возник как орган, призванный
служить выражением степени развития и успехов шахматной науки в РоссииВ. Михайлов
Стремился раскрыть социальное значение шахматного искусства, способствовал объединению русских шахматистов. Освещал основные события шахматной жизни в России и за рубежом, публиковал партии (преимущественно русских шахматистов), теоретические анализы (например, «О новой защите против гамбита Муцио» А. Петрова, «Теория киперганей или обратных матов» К. Яниша и другие), биографии видных шахматистов («Краткий очерк моей шахматной жизни» Петрова и других), рецензии на шахматные книги, исторические материалы (например, партии матча П. Ш. Сент-Аман — Г. Стаунтон, 1843), шахматные-литературные очерки («Филидор как шахматный игрок и писатель», «Жан-Жак Руссо в Cafe Procope» и другие). Издание прекратилось из-за материальных затруднений.

## Ежемесячник М. И. Чигорина, 1876—1881 годы
Ежемесячный журнал, выходил в Петербурге в сентябре 1876 — апрель 1881 (перерыв: июль—декабрь 1878). Редактор-издатель — М. Чигорин; с № 5 (1880) — Чигорин и Р. Голике.
Знакомил читателей с развитием шахмат в России и за границей. Публиковал наиболее интересные партии отечественных и зарубежных (начиная с Венского турнира 1873) соревнований, в том числе Петербургского турнира 1878/1979 (см. Петербургские турниры), партии ведущих петербургских и московских шахматистов, сообщения об участии русских шахматистов в зарубежных соревнованиях, партии, сыгранные по переписке.
Помещал статьи по теории и истории шахмат, литературные материалы; наиболее интересные из них — «Курс дебютов» и «Курс концов» Чигорина, «Теория шахматных задач» и «Материалы для истории шахмат в России. Опыт библиографии» М. Гоняева, «История шахматной игры в связи с историей цивилизации» И. Чарина, «Описание китайской шахматной игры» А. Леонтьева, «Поэтические сказания о шахматной игре» и «Сказка про греческого царя Паламеда» (в переводе А. Петрова) и другое. Публиковал биографии А. Андерсена, В. Стейница, статьи о П. Морфи, К. Янише, А. Петрове и других. В разделе «Библиография» печатались отзывы на новые книги, изданные в России и за рубежом. Помещал шахматные задачи русских и иностранных проблемистов (с решениями). Предпринял попытку провести первый русский конкурс составления трёхходовых задач (1877).
Уделял внимание игре в шашки: публиковал задачи с решениями, объявил конкурс составления шашечных задач, поместил ряд материалов по истории и теории игры в шашки («Наброски о шашках» Гоняева).
Призывал к организационному объединению русских шахматистов. Придавал важное значение переписке с читателями, которых просил сообщать о возникновении новых шахматных обществ. Наиболее активными сотрудниками «Шахматного листка» являлись Гоняев, Н. Петровский, Э. Шифферс. Издавался на личные средства Чигорина. Несмотря на привлечение в качестве соиздателя владельца известной типографии Голике, издание прекратилось из-за недостатка средств.

## Советский период
«Шахматный листок» 1922—1931, смотреть в статье «Шахматы в СССР».

## Российский период, с 1994 года
Ежемесячный журнал выходит в Москве, главный редактор мастер спорта СССР по шахматам Сергей Абрамов, с 1997 года главный редактор - мастер России по шахматам Константин Кодинец. С 1999 года периодичность - 1 раз в 2 месяца.
Освещает шахматные турниры в мире и в России. Журнал (64 стр.) включает: обзоры шахматной теории, комбинации, 120-150 избранных партий крупнейших турниров, партии с комментариями, рейтинг-лист, таблицы, информация о шахматных программах, книгах, компьютерах, инвентаре. Издается шахматным магазином ChessOK.